# Empar Fèlix Tur
Empar Fèlix Tur (Tavernes de la Valldigna, Safor, 11 d'abril de 1997) és una ciclista valenciana. Des del 2016 milita a l'equip professional del Lointek. Combina la carretera amb el ciclocròs.